# Litsea salmonea
Litsea salmonea är en lagerväxtart som beskrevs av E. Chevalier. Litsea salmonea ingår i släktet Litsea och familjen lagerväxter. Inga underarter finns listade i Catalogue of Life.